# Боланьос (муниципалитет)
Боланьос (исп. Bolaños) — муниципалитет в Мексике, в штате Халиско, с административным центром в одноимённом городе. Численность населения, по данным переписи 2020 года, составила 7043 человека.

## Общие сведения
Название Bolaños дано в честь владельца первых серебряных шахт Торибио де Боланьоса.
Площадь муниципалитета равна 866,5 км², что составляет 1,1 % от общей площади штата, а наиболее высоко расположенное поселение Лас-Каньядас находится на высоте 2620 метров.
Боланьос граничит с другими муниципалитетами штата Халиско: на севере с Мескитиком и Вилья-Герреро, на востоке и юге с Чимальтитаном, и на юге с Сан-Мартин-де-Боланьосом, а также на юге и западе граничит с другим штатом Мексики — Наяритом.

## Учреждение и состав
Муниципалитет был образован 18 сентября 1885 года, по данным 2020 года в его состав входит 133 населённых пункта, самые крупные из которых:
| Код INEGI                  | Населённый пункт                                                                  | Численность населения (2005 год) | Численность населения (2010 год) | Численность населения (2020 год) |
| -------------------------- | --------------------------------------------------------------------------------- | -------------------------------- | -------------------------------- | -------------------------------- |
| 019                        | Всего                                                                             | 5019                             | 6820                             | 7043                             |
| 0109                       | Туспан-де-Боланьос (исп. Tuxpan de Bolaños) 21°52′29″ с. ш. 104°00′48″ з. д.      | 944                              | 1269                             | 1355                             |
| 0001                       | Боланьос (исп. Bolaños) 21°49′51″ с. ш. 103°46′53″ з. д. (административный центр) | 826                              | 924                              | 1086                             |
| 0102                       | Эль-Тепек (исп. El Tepec) 21°50′36″ с. ш. 103°46′24″ з. д.                        | 604                              | 746                              | 981                              |
| 0050                       | Уилакатитлан (исп. Huilacatitlán (Huila)) 21°51′58″ с. ш. 103°46′20″ з. д.        | 363                              | 435                              | 500                              |
| 0201                       | Барранкилья (исп. Barranquilla) 21°49′18″ с. ш. 103°58′05″ з. д.                  | 17                               | 69                               | 216                              |
| —                          | Прочие                                                                            | 2194                             | 3258                             | 2720                             |
| Названия на карте Генштаба |                                                                                   |                                  |                                  |                                  |

## Экономическая деятельность
По статистическим данным 2000 года, работоспособное население занято по секторам экономики в следующих пропорциях:
- сельское хозяйство, животноводство и рыбная ловля — 19,4 %;
- промышленность и строительство — 35,6 %;
- торговля, сферы услуг и туризма — 36,8 %;
- безработные — 8,2 %.

## Инфраструктура
По статистическим данным 2020 года, инфраструктура развита следующим образом:
- электрификация: 80,9 %;
- водоснабжение: 56,3 %;
- водоотведение: 64,1 %.